# Ильмень
И́льмень (др.-рус. Илмерь) — озеро в западной части Новгородской области. Относится к водосборному бассейну Балтийского моря. Послеледниковый водоём (на месте более ранних водных систем) с живописными берегами и многотысячелетней историей освоения. Площадь озера — 982 км².

## Название
Название озера стало апеллятивом (именем нарицательным), которым обозначают небольшие зарастающие тростником и камышом озёра, как правило, образовавшиеся из разливов рек или их давних русел, низменные места, залитые водой.
Позднее летописное «Сказание о Словене и Русе и городе Словенске» связывает название озера с именем их сестры Илмеры.
Из научных этимологий названия Ильменя наиболее распространено объяснение происхождения др.-рус. Ильмень, Илмерь от фин. Ilma-järvi — «озеро (не)погоды» либо «небесное (верхнее) озеро».
И. И. Муллонен выводит название озера из широко распространённой в регионе прибалтийско-финской основы *ylä- «верхний (по отношению к Волхову)». Формы Илмерь и Ильмень могут отражать сосуществовавшие в древности варианты типа Ylä/järvi, Ylämä/järvi «Верхнее озеро» и Ylimäine, Ylimmäinen «Верхнее».
Ю. В. Откупщиков ставит под сомнение прибалтийско-финскую версию. Он отмечает, что -järvi в русскоязычной среде всегда переводится полукалькой как -озеро (ср.: Ковдозеро, Водлозеро и др.). Поэтому такое развитие -järvi, как в случае с названием Илмерь, не поддерживается другими примерами (Селигер, по его мнению, — особый случай). Отдельного объяснения требует и название ильмень, применяемое для небольших озёр и встречающееся практически по всей Русской равнине. Ю. В. Откупщиков замечает, что объяснить такое широкое распространение термина ильмень только лишь новгородской колонизацией невозможно, тем более, что она шла преимущественно на север и восток, а слово ильмень распространено в основном на юге, далее сменяясь термином лиман греческого происхождения. Ю. В. Откупщиков предлагает свою, славянскую этимологию — от слова ил при помощи суффикса -мень (по аналогии с сухмень, раменье и т. д.), получая, таким образом, значение «илистое, заиленное (озеро)», что хорошо подходит и к южнорус. ильмень «небольшое озеро».
На границе Карелии и Ленинградской области есть река Ильменйоки. Похожий гидроним известен и на севере Германии: Ильменау (нем. Ilmenau), корень которого, как полагают, восходит к слову ильм («вяз»).

## Физико-географическая характеристика
Площадь озера, в зависимости от уровня воды, меняется от 733 до 2090 км² (при среднем уровне 982 км²); длина около 45 км, ширина до 35 км; глубина до 10 м. Берега преимущественно низменные, заболоченные, местами — дельтовые, с множеством плоских пойменных островов и проток; вдоль северо-западного берега вытянуты гряды, чередующиеся с впадинами; на юго-востоке и востоке болотисты. Водосборная площадь — 67 200 км². Высота над уровнем моря — 18,1 м. Объём воды — 2,85 км³.
В озеро Ильмень впадает около 50 рек. Наиболее крупные из них: Мста, Пола, Ловать с Полистью, Шелонь с Мшагой, Веронда, Веряжа и др. Из озера Ильмень вытекает единственная река Волхов, впадающая в Ладожское озеро. Основное питание озера осуществляется за счёт притока рек с весенним половодьем и зимней меженью. Колебания уровня до 7,4 м (минимальный — в марте, максимальный — в мае). Ледостав с ноября по апрель.
Озеро богато рыбой (лещ, снеток, налим, щука). До постройки Волховской ГЭС водился сиг. В озёрной воде содержится много органических веществ, поэтому вода имеет желтоватую окраску. Ильмень входит в Вышневолоцкую водную систему.

## Геологическая история
Ильмень и Приильменье являются важными индикаторами геологических процессов на Северо-Западе России. Ещё в архейскую эру около 2,5 млрд лет назад сформировался жёсткий фундамент Восточно-Европейской платформы (в связи с дрейфом материков эта платформа начинала путь в южном полушарии), представленный кристаллическими породами (сланцами, гранитами, гнейсами). В регионе Приильменья они нигде не выходят на поверхность, залегая на глубине от 600 до 2000 м и обнаруживаются в глубоких скважинах в районах Новгорода, Валдая, Пестово, посёлка Крестцы и некоторых других. Поверхность кристаллического фундамента неоднородна. Под действием внутренних сил Земли образовался так называемый Крестцовский разлом (полости удобны для хранилищ газа), проходивший с северо-востока на юго-запад в районе современного посёлка Крестцы. В протерозойскую эру по линии Крестцовского разлома происходило извержение вулканических пород: диабазов, туфитов и других.

### Палеозойская эра
В начале палеозойской эры при опускании поверхности регион будущего озера Ильмень и его бассейна оказался затоплен морем. Потом под действием внутренних сил планеты поверхность поднялась, а море отступило. Далее неоднократно происходило опускание поверхности Приильменья и затопление её морем. На дно осаждались пески, ил, ракушки, скелеты рыб и морских животных. За миллионы лет эти морские отложения превратились в известняки, мергели, песчаники. Постепенно море мелело, появлялись участки суши, острова, морские заливы, лагуны (озёра, отделённые от моря участками суши).
В середине палеозойской эры был жаркий и влажный климат, способствовавший развитию в регионе богатой и разнообразной растительности. Из растительных остатков этого времени образовались пласты бурого угля. Новое наступление моря способствовало образованию слоя известняков, лежащих поверх угленосной толщи, характерной для полосы Неболчи — Любытино — Валдай.
К концу палеозойской эры (около 200 млн лет назад) море окончательно отступило с территории области. Сначала это произошло в западной части области, а потом в восточной. И на месте Приильменской низменности многие миллионы лет была возвышенность, а на месте современной Валдайской возвышенности — низменность. Западная возвышенность (в округе будущего озера) сильно разрушалась реками, они полностью смыли поверхностные толщи горных пород.

### Кайнозойская эра
Лишь в начале кайнозойской эры (менее 70 млн лет назад) произошло поднятие восточной части области. По сравнению с западными районами она поднялась на 100—200 м. На возвышенности стали образовываться реки, которые выработали глубокие долины. Многие современные реки (Мста, Полометь, Холова и другие) текут в древних долинах, образовавшихся в то время и ведущих к доледниковому Ильменю (это его состояние только начинает моделироваться и изучаться).
Приильменская низменность и Валдайская возвышенность сформировались в кайнозойскую эру, ещё до наступления ледников.
Низменность, появившаяся на западе области, была сложена преимущественно рыхлыми, пёстро окрашенными песчано-глинистыми породами и мергелями. Возвышенное плато на востоке состояло из твёрдых известняков и плотных глин. На запад, в сторону низменности, плато ещё до плейстоцена обрывалось уступом. Местами этот уступ (Валдайский) выражен и в современном рельефе. Он миллионы лет отделяет Валдайскую возвышенность (с послеледниковыми наносами, отложениями) от Приильменской низменности. Древние палеозойские отложения залегают сравнительно неглубоко и часто выходят на поверхность по берегам рек и озёр.
Озеро Ильмень, принимавшее реки кайнозойских времён, иногда достигало глубины в десятки метров и превосходило по площади нынешнее в десятки раз.
Одно из основных событий последних миллионов лет (плейстоцена) — наступление ледников на Восточно-Европейскую равнину. Наибольшее значение для Новгородской области имело последнее, так называемое Валдайское оледенение 70 — 15 тысяч лет назад. Ледник оставил толстый слой моренных отложений: суглинков, песков и супесей. Материал морены сильно перемешан, содержит много валунов из кристаллических пород, принесённых льдом с севера.
Для рельефа области наиболее характерны моренные отложения в форме холмов. Крупные моренные холмы имеют относительные высоты 50—60 м, средние — 10—30 м, мелкие — 5−10 м. Иногда среди холмистого моренного рельефа встречаются сравнительно плоские участки, сложенные валунными суглинками. Это моренные равнины. Они преобладают на Приильменской низменности в округе озера Ильмень.

### Ильменские Камы
Во времена плейстоцена Приильменская низменность испытывала ряд существенных изменений.
Здесь нередко возникали внутриледниковые озёра, ныне чаще представленные камами — беспорядочно расположенными холмами с крутыми склонами и нередко плоскими вершинами, что известны и в округе озера Ильмень. Такие озёра появлялись в трещинах и иных пустотах неподвижных ледовых массивов и ограничивались ледяными берегами и иногда ледяными сводами. В них отлагался в сортированном виде обломочный материал, приносимый потоками талых вод. После исчезновения льда призмы, сформировавшиеся из гальки, песка, глины, опускались на подошву бывшего ледника и принимали характерные формы камов. Индивидуальные размеры камов ограничены: высота составляет до 50-80 м, ширина подошвы до 0,5-1,0 км. Из приведённых данных следует вывод, что озёра, в которых образовывались будущие камы, имели небольшие размеры. Продолжительность их существования была невелика и, по-видимому, ограничивалась десятками или первыми сотнями лет.
Форма камов преимущественно округлая, но встречаются образования и со сложными очертаниями. Часто камы группируются в виде обширных комплексов, образующих своеобразный камовый ландшафт. Слагаются камы сортированными песками, супесями, глинами, гравием. Для них обычно отмечается (горизонтальная и диагональная) слоистость, нередко типа ленточной (озёрной). Известны камы с ядром из ленточных глин. Наблюдаются случаи деформации слоистости, обусловленной имевшими место подвижками ледниковых масс. Часто камы перекрываются моренным чехлом, образованным валунными суглинками и супесями. Одним из образцов кам иногда признаётся Бронницкая гора, хотя не исключается и искусственных характер хотя бы части этого огромного тридцатиметрового холма в сотни метров по окружности.

### Происхождение
Ильмень относится к третьей группе озёр эпох покровных оледенений. Эти озёра образовывались и размещались у внешнего края ледниковых щитов. Общепринятое название водоёмов такого типа — приледниковые озёра. Из всех групп озёр ледниковых эпох приледниковые относятся к наиболее изученным. Они занимали понижения рельефа местности, причём кромка льда играла роль плотины, препятствовавшей стоку талых вод в соответствии с естественным уклоном территории.
Сток происходил из участков озера, удалённых от края ледника. Приледниковые озера возникали далеко не всегда. Необходимым условием для их появления и существования оказывалось наличие водораздела на некотором расстоянии от внешнего края ледникового покрова, что и обозначают впадающие в Ильмень реки. Если ледяной щит переваливал через водораздел, то озёра не могли появиться. Ледник выполнял роль одного из берегов, и водное тело озера оказывалось расположенным между ледяным, с одной стороны, и сухопутными берегами, с других. Это были мигрирующие водные объекты. При наступании ледника приледниковые озёра перемещались перед его фронтом, заливая все новые участки суши. При отступлении ледяного покрова такие озёра мигрировали вслед за ним. В связи с особенностями динамики границ приледниковых озёр их наземные берега могли размещаться далеко за пределами ледяных массивов. Поэтому характер отложений, маркирующих исчезнувшие приледниковые озера на разных их участках, может различаться, что учитывается при реконструкциях этих водных объектов.
Приледниковые озёра нередко имели значительные глубины, зависевшие от величины подпора, создававшегося ледниковым щитом и отметками водораздела, определявшими высоту порога стока водных масс. При образовании приледниковых озёр на пространствах с плавным рельефом территории участки с максимальными глубинами могли размещаться в районах примыкавшим к ледниковому краю. В этом же направлении ориентировался общий уклон дна. В тех случаях, когда подобные водоёмы покрывали крупные тектонические депрессии, места с наибольшими глубинами могли оказываться вдали от кромки льда. Учёт глубин и особенностей их размещения имеет существенное значение для понимания формирования донных отложений, анализ которых обеспечивает опознание палеоозёр.
Продолжительность существования приледниковых озёр соизмерима с длительностью отдельных оледенений. В период валдайского оледенения возможная продолжительность существования связанных с ним водных объектов этого типа (с учётом непрерывного изменения месторасположения и формы в связи с динамикой ледникового покрова в пространстве) не могла превышать 70—65 тысяч лет или 120—105 тысяч лет в зависимости от принимаемого времени начала оледенения.
После исчезновения приледниковых озёр на их месте оставались:
1. обширные пространства, уже лишённые очень крупных озёр;
2. территории, насыщенные большим количеством котловин, занятых в настоящее время средними и малыми озёрами;
3. различные по площади мелководные и глубоководные котловины, в которых образовались крупные и крупнейшие озёра (Ильмень, Белое, Воже, Лача, Ладожское, Онежское, Псковско-Чудское, Выртсъярв и другие).

Геологические исследования говорят, что в первое послеледниковое время на месте озера Ильмень располагался обширный водоём с глубинами до 30 метров (с подпором в округе села Грузино под Чудовом), в дальнейшем его котловина на 90 % была заполнена речными отложениями. Прорыв Волхова и сброс Грузинского озера в Ладогу произошёл около 6 тысяч лет назад.

### Наши дни
Сейчас Ильмень представляет собой «умирающий» водоём, исчезающий под воздействием вековых процессов заиливания и заноса его ложа речными наносами.

## Историческое значение Приильменья
В начале голоцена уровень озера Ильмень достигал 32 и более метров, поэтому все берега ниже этой отметки (особенно в округе будущего Новгорода) были затоплены. Затем уровень понизился на десяток метров, но в период климатического оптимума вновь вырос примерно до 28 метров. Затем напор воды прорвал преграды между Ильмень-Волховским озером и озером Грузинским, были преодолены перемычки в районе Пчевжи и низовий Волхова (там образовались пороги). Уровень воды уже около 5 тысяч лет назад допускал возможности заселения Приильменья, что и отмечают археологи.
Историки В. Я. Конецкий и Е. Н. Носов (ныне член-корр. РАН) четверть века назад описывали начальное заселение Приильменья в каменном веке.
Следы неолита выявлены в десяти местах сравнительно недалеко от истока Волхова из озера Ильмень: Холопий городок, Робейка, Рюриково городище, Коломцы, Стрелка, Просты, Старое Ракомо, Васильевское, Горошково, Еруново. В эту эпоху начинается заселение и Южного Приильменья.
Доприбалтийско-финская топонимия (обобщённо атрибутируемая как «древнефинская»), вероятно, оставлена уральскими этносами до появления на Северо-Западе прибалтийских финнов. Иногда она определяется как восточно-финская (марийцы). Сюда относят гидронимы на -ма, -кса, -кша (Китьма, Колошка, Колокша), имеющие широкие параллели и в других ранних языках. Вопрос об атрибуции этого топонимического страта очень сложен, не решён и самими финно-угроведами. Неясны отношения доприбалтийско-финских названий к археологическим культурам, неясна их хронологическая глубина и так далее. Здесь ностратическая версия имеет всё больше преимуществ.
Прибалтийско-финская топонимия связана с этногенезом прибалтийских финнов, от начала II тысячелетия до н. э., соответственно, данный страт хронологизируется приблизительно этим временем. Это наиболее видный на Северо-Западе субстратный топонимический слой, особенно в Обонежье, Приладожье. В Приильменье выделение архаического прибалтийско-финского слоя затруднено тем, что топонимы, его образующие, очень сильно преобразованы славянскими диалектами. Дифференцировать обобщённо прибалтийско-финский страт по отдельным диалектам — практически трудная задача. На востоке изучаемого региона названия сохраняют больше указаний на язык предков карел, а к северу и западу от оз. Ильмень — на язык предков эстонцев. К прибалтийско-финской гидронимии относятся названия рек и озёр на -дро, -ер, -дер, -вжа, -жа, -ос, -ус, -уй, -ога, -оя, -ла и так далее (показательно выделение детерминантов). Труден вопрос о разделении древней прибалтийско-финской топонимии и карельской топонимии, появившейся здесь с XVII века (в основном «микроназвания»: Чавра-гора, Ламбушка, Габо-роща).
В. Л. Васильевым в Приильменье был выделен пласт «древнеевропейской» гидронимии (по терминологии Х. Краэ). Исследователь относит к этому пласту такие названия рек, как Ваволь, Вишера, Волхов, Марёвка, Ольтечко, Омитица, Удина, Пола (также Полисть, Полона), Серемуха и так далее. Данный гидронимический пласт относится ко II тысячелетию до н. э. и связывается с племенами фатьяновской археологической культуры. Последние, в свою очередь, идентифицируются исследователями как западные индоевропейцы, представители ещё не распавшейся балто-славяно-германской общности (в случае с Приильменьем — прото-балты).
Собственно древнебалтская топонимия, имеющая непосредственные отражения в балтском этноязыковом ареале, этимологизируемая на почве литовского, латышского, прусского языков, указывается в значительном количестве в Приильменье и Поволховье. На данной территории она почти не изучена, рассматривалась частично. К этой группе могут быть отнесены названия озёр Должино и Шлино, реки Осьма, ручьёв Воролянка, Стабенка, Бурга и другие.
Древнескандинавская (северо-германская) топонимия связана со скандинавами (по летописи — «варягами»). По некоторым версиям, они появились в Приильменье почти одновременно со славянами или чуть позже — в конце I тыс. н. э. Археологических древностей скандинавов здесь много, имеются следы языка скандинавов в древненовгородском антропонимиконе, однако названий древнескандинавского типа в Приильменье (с. Буреги, р. Веряжа и некоторые другие) либо очень мало, либо они до неузнаваемости искажены русским нивелирующим влиянием. Как бы то ни было, топонимы отчасти позволят уточнить дискуссионные вопросы о вкладе скандинавов в создание государственности Верхней Руси, о вероятности скандинавской сельской колонизации изучаемого региона.
Архаическая славянская топонимия представлена значительным пластом названий Приильменья, датируется примерно с середины I тыс. н. э. до XIV в. Названия, его составляющие, атрибутируются по различным чертам, среди которых элементы словообразовательного оформления: -ынь, -ыни, -ьн (с. Коростынь, д. Волынь), -ица, -ичи, -ья (реки Добрица, Боровичи, Ярынья) и так далее; суффикс-флективный способ образования (Щадро, Глино, Луко оз., Лука р.), архаические композиты (Холматужа, Жилотуг), образования от дохристианских имён, древних прозвищ с помощью «йотовой» суффиксации (деревни Видогощь, Мирогоща, Рашуча), образования от древних, устаревших или вымерших апеллятивов (пос. Демянск, д. Водосье, оз. Перетно, руч. Еглино), архаические фонетические трансформации (д. Прихон, руч. Иглино).
Собственно русская («фоновая») полиэтничная топонимия относится к XIII—XIV вв., когда происходит сложение языка великорусской народности. Уходят в прошлое архаические модели деривации (к примеру, исчезают «йотовая» суффиксация, двухосновные личные имена), зато получают продуктивность модели современных типов; изменяется общая типология населённых пунктов и их наименований (например, массово появляются деревни с названиями на -ово, -ево, -ино), резко возрастает доля христианских личных имён в топонимии и так далее.
Дальнейшая история Приильменья, отчасти отражённая трудом В. Я. Конецкого и Е. Н. Носова, требует учёта данных Птолемея и других сведений об античном и раннесредневековом развитии Новгородской земли.
Дальнейшее историческое значение (начиная с ледниковых времён) связано с событиями в Великом Новгороде и на Новгородской земле вплоть до современности.

## История изучения озера Ильмень
Начало изучению и хозяйственному освоению озера и его округи несколько тысяч лет назад положили первые поселенцы. Свои знания отчасти они концентрировали в эпосе, сказаниях и былинах. Илмер оказывался «делающим погоду» для пращуров финнов и Ильменем (богом Илом) для индоевропейцев, включая славян. По Сказанию о Словене и Русе первоначально озеро (вероятно, ностратическими общинами) называлось Мойско, а Словен и Рус изменили название на Илмерь — по имени своей сестры (примерно как Лыбедь в летописных сказаниях о Кие). Имя Ильмеры (Ильмены) обыгрывается и в былинах о Садко, а чаще Ильмень-озеро предстаёт владением морского царя.
Как пошёл Садко к Ильмень-озеру,
Садился на бел-горюч камень
И начал играть в гусельки яровчаты.
Как тут-то в озере вода всколыбалася,
Показался царь морской,
Вышел со Ильмени со озера,
Сам говорил таковы слова:
— Ай же ты, Садко новгородский!
Не знаю, чем буде тебя пожаловать
За твои за утехи за великие,
За твою-то игру нежную:
Аль бессчетной золотой казной?
А не то ступай во Новгород
И ударь о велик заклад,
Заложи свою буйну голову
И выряжай с прочих купцов
Лавки товара красного
И спорь, что в Ильмень-озере
Есть рыба — золоты перья.Новгородские былины
Средневековое освоение самого озера и Приильменья разнообразно отражено во многих работах, связанных с изучением путей «из варяг в греки» и «из варяг в персы», с различными аспектами жизни окрестного населения.
При Петре I интерес к Ильменю и его бассейну был связан с формированием Вышневолоцкой водной системы. История строительства водного пути началась 12 января 1703 года, тогда Пётр I подписал указ о строительства канала между реками Цной и Тверцой. Руководство строительством было возложено на царского стольника князя М. П. Гагарина; техническое руководство осуществляли пять голландских мастеров во главе с Адрианом Гаутером. Это была первая водная дорога из Москвы в новую столицу, уже после её постройки с 1712 года по указанию Петра I началось строительство столичного тракта между Москвой и Санкт-Петербургом, который взял на себя часть пассажирских и грузовых гужевых перевозок того времени.
Летом 1709 года стало ясно, что канал построен неправильно: воды для свободного хода судов не хватало. Доводку проекта осуществил гидротехник-самоучка, российский купец монгольского происхождения М. И. Сердюков. 26 июня 1719 года Пётр I издал указ об отдаче М. И. Сердюкову в содержание Вышневолоцкого судоходного пути. Мста, Ильмень и Волхов стали продолжением этого пути.
Всестороннее географическое изучения Северо-Запада и Приильменской низменности интересовало М. В. Ломоносова. По его инициативе в 1768—1774 годах были организованы экспедиции Российской Академии наук, в которой приняли участие многие выдающиеся учёные — С. Г. Гмелин, П. С. Паллас, И. П. Фальк.
Целая плеяда учёных XVII—XIX веках особенно тщательно изучала юго-западный берег озера, где располагается глинт.

Академик И. Г. Леман писал: 
«Прежде всего надо сказать, что слои известняка выглядят очень красиво благодаря совершенно исключительному своему расположению: ведь они лежат горизонтально относительно друг друга и похожи на сооружённую природой стену.»
 Все эти красивейшие обнажения он тогда отнёс к породам, отложившимся в условиях моря, существовавшего в далёкую геологическую эпоху.
В 1779 году академик Э. Г. Лаксман совершил своё путешествие из Петербурга через Сольцы— Коростынь—Старую Руссу. Береговые отложения юго-западной части озера Ильмень, затем реки Псижа также натолкнули Лаксмана на вывод о том, что «здесь ранее было дно великого озера или морского залива».
В XIX веке академик В. М. Северин оставил описание юго-западного берега озера, не вдаваясь в качественную характеристику отложений, складывающих береговую стену рекой Псижа и у деревни Пустошь речкой Саватейка, впадающими в Ильмень.
Академик Н. Я. Озерецковский, совершив путешествие в 1805 году от Санкт-Петербурга до Старой Руссы, отозвался о чудесной местности — Ильменском глинте у деревни Коростынь — следующим образом: «Погост Коростино не сто́ит места, которое занимает, тут бы надлежало быть городу или замку».
В 1840-х годах на озеро приезжал горный офицер подполковник Г. П. Гельмерсен (будущий академик). Ему принадлежит заслуга в определении формации Ильменского уступа (глинта) как девонских отложений. Гельмерсен, обследуя Ильменский глинт, впервые заметил ряд ненормальностей в расположении девонских отложений, для которых обычно свойственна строгая горизонталь. В своих печатных трудах (Геогностический взгляд на Валдайскую плоскую возвышенность и северный её склон, 1840; О геогностическом составе Европейской России, ограниченной с востока озером Ильмень, а с запада Чудским озером, 1841) он отмечал, что в «геологическом строении глинта можно видеть переломы, крутые поднятия, подвинутые пласты, которые в точках прикосновения, посредством сильного трения, превратились в рыхлую брехчию» (продукт раздробления горных пород в результате тектонических движений). Ильменский глинт явился настолько необычным в геологии, что привлёк в 1849 году внимание английского учёного Родерика И. Мурчисона: он оставил описание и определитель большинства окаменелостей, встречающихся в ильменских известняках.
В 1962 году выездная сессия АН СССР вынесла решение о том, что Ильменский глинт является природным памятником и подлежит охране. На всём протяжении заповедного берега были запрещены различные работы, которые могли привести к его изменению и разрушению. Однако правила заповедности уникального памятника природы постоянно нарушаются. Во второй половине XX века велась разработка известняка в канале реки Псижи у села Буреги. Известковые отложения беспощадно уничтожались и вывозились на строительство сельских дорог. Пейзаж Псижи ниже Бурег сильно изменился. Карьерные выработки со следами крайней бесхозяйственности — такой предстаёт перед многочисленными экскурсиями и туристами значительная часть уникального геологического памятника.
Ныне в изучении озера заметны достижения многих исследователей: Н. Н. Давыдовой, П. Ф. Домрачёва, Д. Д. Квасова, Л. А. Кудерского, И. Ф. Правдина, Д. А. Субетто.
Бактерии, живущие в озере, при перерабатывании гниющих водорослей и торфа вырабатывают горючий газ. В середине XX века описывались случаи использования этого газа рыбаками, которые зимой пробивали лунку в озере и поджигали выделяющийся газ. На этом костре можно было вскипятить воду, приготовить рыбу или просто согреться. Ныне подобные случаи не отмечаются.